# Chupa Chups
Chupa Chups (pronúncia espanhola: Espanhol: [ˈtʃupa ˈtʃups]) é uma empresa espanhola de chupa-chupas ou pirulitos criada no ano de 1958 pelo catalão Enric Bernat, e atualmente parte da multinacional Perfetti Van Melle. Seus produtos são vendidos em mais de 150 países ao redor do mundo.

## História
No início da década de 50, Enric Bernat trabalhava em uma fábrica de geleia de maçãs chamada "Granja Asturias" quando teve a ideia de produzir chupa-chupas e renomeou o nome da companhia para Chupa Chups. A ideia das sobremesas veio da sensação de que os doces e confeitos da época não eram devidamente desenhados para o consumo por crianças, um potencial público-alvo.
A companhia obteve grande sucesso de vendas e, em 5 anos, os doces já eram vendidos em mais de 300 mil lojas. Na década de 70, espalharam-se pelo mundo, chegando ao Japão e ao Sudeste Asiático. Em 2003, 4 bilhões de chupa-chupas foram vendidos em mais de 150 países.
Em 1991, Bernat transferiu o controle formal da companhia para seu filho Xavier. Em julho de 2006, a companhia foi adquirida pelo grupo italiano Perfetti Van Melle.

## Marketing
O logotipo da Chupa Chups foi desenhado em 1969 por Salvador Dalí. As campanhas de marketing da companhia utilizaram grandes celebridades, como Madonna, em seus comerciais. A campanha publicitária de 1997/1998 contou com a banda pop Spice Girls e, em 2001/2002, com o desenho animado mundialmente conhecido Simpsons.